# Reasons I Drink
Reasons I Drink è un singolo della cantante canadese Alanis Morissette, pubblicato il 2 dicembre 2019 come primo estratto dal nono album in studio Such Pretty Forks in the Road.